# Maipomyia insolita
Maipomyia insolita är en tvåvingeart som beskrevs av Daniel J. Bickel 2004. Maipomyia insolita ingår i släktet Maipomyia och familjen styltflugor. Inga underarter finns listade i Catalogue of Life.